# مفكك الترميز ناعم القرار
مفكك الترميز ناعم القرار (بالإنجليزية:  soft-decision decoder)‏ في نظرية المعلومات هو نوع من طرق فك التكويد- يستخدم صنف من الخوارزميات لفك تكويد البيانات التي تم تكويدها باستخدام كود تصحيح الخطأ. في حين أن مفكك الكويد ذو القرار الصلب على البيانات التي تأخذ مجموعة ثابتة من القيم المحتملة (عادة 0 أو 1 في رمز ثنائي)، قد تأخذ المدخلات إلى مفكك التكويد ذي القرار الناعم مجموعة كاملة من القيم فيما بينها. تشير هذه المعلومات الإضافية إلى موثوقية كل نقطة إدخال بيانات (معطيات)، وتستخدم لتشكيل تقديرات أفضل للبيانات الأصلية. لذلك، عادةً ما يكون أداء مفكك التكويد ذو القرار المرن أفضل في وجود البيانات التالفة من نظيره ذي القرار الصلب.
بدأ تفضيل استخدام تفكيك التكويد ذي القرار المرن بعد وقت طول من استخدام نظيره ذي القرار الصب في التسعينات من القرن المنصرم.
غالبًا ما تستخدم أجهزة فك التكويد ذات الدقة الناعمة في أجهزة فك التشفير Viterbi وأجهزة فك تكويد االأكواد التوربينية.